# Theo Jansen
Theo Jansen (* 14. března 1948 v Haagu) je nizozemský konstruktér a kinetický umělec.
Vystudoval Technickou univerzitu v Delftu, ve své tvorbě využívá znalost fyzikálních zákonů. Roku 1980 sestrojil funkční plastový model létajícího talíře plněného héliem a k úžasu místních obyvatel ho vypustil nad Delftem. Dalším jeho vynálezem byl stroj na malování, který podle přijímaných světelných impulsů dokázal nastříkat na zeď věrný obraz různých předmětů. Od roku 1990 se věnuje vytváření samostatně se pohybujících objektů, které nazývá strandbeesten (plážová zvířata) nebo animaris. Vyrábí je ze žluté umělohmotné elektrikářské izolace, lehká kostra je opatřena plachtami, které zachycují vítr, a důmyslná konstrukce převádí kinetickou energii na kráčivý pohyb. Jansen testuje své výtvory na písečné mořské pláži u Ypenburgu. Svoji práci označuje za pokus překročit hranici mezi živou a neživou přírodou a laboratoř evoluce, zvířata stále vylepšuje a nahrazuje zastaralé konstrukce novými: stlačený vzduch se akumuluje v prázdných plastových lahvích, některé modely jsou vybaveny čidly indikujícími vlhkost, aby neskončily v moři.